# تسخیر جزایر قناری
تسخیر جزایر قناری توسط حکومت کاستیل بین سالهای ۱۴۰۲ و ۱۴۹۶ روی داد و از آن به عنوان اولین نمونه از استعمار مستعمره نشینان اروپایی در آفریقا توصیف شده است. تسخیر این مجمع الجزایر را می‌توان آن را به دو دوره طبقه‌بندی نمود: فتح با شکوه (اسپانیایی: Conquista señorial‎)، که توسط اشراف وفادار به کاستیل در ازای عهد تاج و تخت انجام شد، و فتح سلطنتی (اسپانیایی: Conquista realenga‎)، که توسط خود حکومت اسپانیا، در زمان سلطنت شهریاران کاتولیک به انجام رسید.

## پیش‌درآمد
روابط بین جزایر قناری و کشورهای حوزه مدیترانه که از عهد باستان وجود داشت که این روابط با افول و سقوط امپراتوری روم غربی گسسته شد. اگرچه این پیوندها ضعیف شده بودند، اما به‌طور کامل قطع نشده و جزایر قناری تماماً منزوی نبودند. در طول قرون وسطی، اولین گزارش‌ها در مورد این مجمع الجزایر از منابع عربی ذکر شده است، که به برخی از جزایر در اقیانوس اطلس اشاره دارد که احتمالاً جزایر قناری‌ها بوده‌اند. چیزی که واضح به نظر می‌رسد این است که، این شناخت به معنای پایان انزوای فرهنگی ساکنان بومی نیست.
- گسترش اقتصادی برخی از کشورهای اروپایی مانند جمهوری جنوا، حکومت آراگون، پادشاهی کاستیل و پادشاهی پرتغال. این کشورها قبلاً در امتداد سواحل مراکش مشغول تجارت دریایی بودند.
- توسعه فن آوری‌های نوین در دریانوردی (قطب‌نما، اسطرلاب، سکان عقب، شناورهای کوگ وکاراول) و توسعه نقشه‌برداری: نقشه پورتولان ترسیم شده توسط آنخلینو دولسرت  مایورکایی، در سال ۱۳۳۹، برخی از جزایر قناری را برای اولین بار نشان می‌دهد، و این تاریخ در واقع مصادف است با کشف مجدد این مجمع الجزایر توسط دریانورد جنوائی لانچلوتو مالوچلو باشد. اولین سفر برای بازدید از تمام جزایر مجمع الجزایر، دو سال بعد، در سال ۱۳۴۱، به فرماندهی همکار دریانورد و کاشف جنوائی، نیکولوزو دا رکو، و از طرف پادشاه پرتغالی آفونسو چهارم انجام شد.
- انگیزه‌های ایدئولوژیکی و سیاسی: سلطنت‌های اروپای جنوبی وارد مرحله از بسط و گسترش شده بودند. در مورد پادشاهی‌های ایبریایی، گسترش سرزمینی آنها با بازپس‌گیری اندلس (اسپانیایی: reconquista‎) جنوب اسپانیای تحت تسلط موروها (عربی: الأنْدَلُس) تسریع شد. این گسترش سرزمینی نشان دهنده تقویت قدرت سلطنتی، آغشته به روحیه صلیبی و تبلیغ مذهبی بود.

## پیش از تسخیر
در قرن چهاردهم، نیروهای مختلفی همچون جنوایی‌ها، مایورکایی‌ها، پرتغالی‌ها و کاستیلی‌ها برای سیادت بر جزایر قناری، با یکدیگر به رقابت پرداختند. در قرن بعد، مدعیان اصلی کاستیل و پرتغال بودند.

### دوره جنوایی‌ها
اولین دیدار یک اروپایی از جزایر قناری پس از عهد باستان، توسط ناخدای جنوایی لانچلوتو مالوچلو انجام شده که تاریخ آن در اسناد سنتی در سال ۱۳۱۲ ذکر شده، اما احتمالاً این سفر کمی بعدو بین ۱۳۱۸–۱۳۲۵ صورت گرفته باشد.انگیزه مالوچلو از این سفر نامشخص می‌باشد، گمان می‌رود که شاید او در جستجوی آثاری از برادران ویوالدی بوده که در سال ۱۲۹۱ در نزدیکی مراکش، در اطراف دماغه شونار ناپدید شدند.مالوچلو در جزیره لانزاروته قدم به ساحل گذاشت (احتمالاً کشتی وی در آن جا غرق شده بود) و نزدیک به بیست سال در آنجا اقامت گزید. گمان می‌رود که، مالوچلو تلاش کرده باشد تا دولتی تحت حاکمیت خود بر بومیان جزیره برپاکرده باشدکه در نهایت موفق نبوده و توسط ایشان از جزیره اخراج شد.
به نقل از برخی منابع، در سال ۱۳۳۶ مالوچلو اندکی پس از بازگشت به اروپا، یک اردوکشی و سفرکاوشی را برای بازگشت به جزایرقناری هدایت نمود که توسط حکومت پرتغال حمایت می‌شد. با این حال، وجود این سفر توسط اکثر مورخان جدید مردود دانسته شده، زیرا استنادات آن بر پایه اسناد جعلی متاخر می‌باشد.

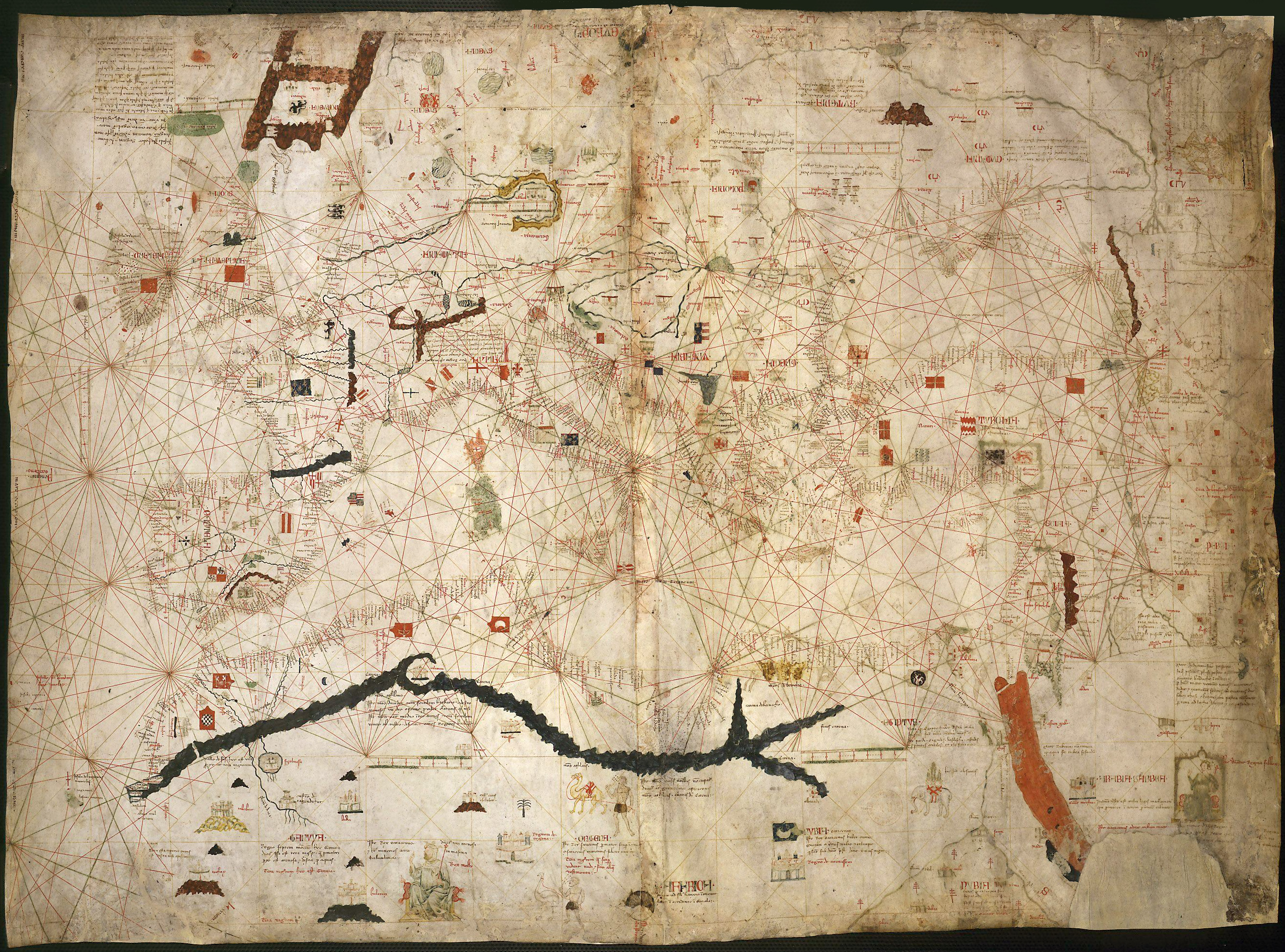
نقشه پورتولان ترسیم شده توسط آنجلینو دولسرت در سال ۱۳۳۹ که جزیره لانزاروته را نمایش داده است.

در سال ۱۳۳۹ آنجلینو دولسرت مایورکایی ظاهراً با اقتباس از اطلاعات ارائه شده توسط مالوچلو، نقشه پورتولانی را ترسیم نمود که در آن جزیره لانزاروته از مجمع الجزایر قناری را با نام جزیره لانچلوتو مالوچلو (لاتین: Insula de Lanzarotus Marocelus) نامگذاری نموده وآن را با یک سپر جنوایی مشخص نموده بود، وی همچنین نقشه جزایر فوئرته‌ونتورا (اسپانیایی: Fuerteventura‎) و لوبوس(اسپانیایی: Isla de Lobos‎) را ترسیم نموده بود.
اگرچه نقشه‌های قبلی تصاویری خیالی از جزایر خُرم را به تصویر می‌کشیدند (بر اساس نامی که پلینی مهتر به این مجمع الجزایر داده بود)، اما پورتولان دولسرت اولین نقشه اروپایی است که در آن جزایر قناری ظاهری واقعی دارند (اگرچه نقشه دولسرت شامل برخی از جزایر است که پرداخته خیال وی بوده، به ویژه جزیره سنت برندان، و سه جزیره که او به نام‌های پریماریا، کاپراریا و کاناریا از آنها نام برده است).
در سال ۱۳۴۱، یک سفراکتشافی با سه کشتی و تحت حمایت پادشاه پرتغال آفونسو چهارم، از لیسبون به فرماندهی ناخدای فلورانسی آنجلینو دل تگیا د کوربیتسی و ناخدای جنوایی، نیکولوزو دا رکو و با استخدام خدمه ای مرکب از ایتالیایی‌ها، پرتغالی‌ها و کاستیلیایی‌ها به انجام رسید. این ناوگان با گشت و گذار در مجمع الجزایر به مدت پنج ماه، نقشه سیزده جزیره (هفت جزیره بزرگ، شش جزیره کوچک) را ترسیم نموده و ساکنان بومی اولیه، گوانچه‌ها را مورد مطالعه قرار داده و چهار بومی را به همراه خود به لیسبون بردند. (این سفرکاوشی بعداً مبنای ادعاهای پرتغالی‌ها در اولویت ایشان در سیادت بر جزایر قناری شد)

### سیادت سِردا
پس از نقشه‌برداری‌های ازسفر کاوشی سال ۱۳۴۱، علاقه اروپا به جزایر قناری به سرعت رو به فزونی نهاد. توصیف گوانچه‌ها که در مراحل اولیه مدنیت زیست می‌نمودند، به‌طور خاص، توجه بازرگانان اروپایی را به خود جلب نمود، که بلافاصله چشم‌انداز قلمروهای جدید و آسان برای تهاجم و برپاکردن
تجارت بردگان را، درآن جزایر دیدند. در سال ۱۳۴۲، حداقل دو سفر کاوشی توسط مایورکا، یکی تحت فرماندهی فرانسیس دووالرز، دیگری تحت هدایت دومنک گوآل، که توسط کنسرسیوم‌های تجار خصوصی با تصدی رویر دو روبنات (نماینده خایمه (جیمز) سوم پادشاه مایورکا) گردآوری شده بودند، عازم جزایر قناری شدند. برخی حدس می‌زنند که در سال ۱۳۴۲ چهار یا پنج هیئت برای سفر اکتشافی از مایورکا به این مجمع الجزایر اعزام شدند. نتایج آنها، اما نامشخص می‌باشد.
کلیسای کاتولیک نیز مرکز توجهات قرار گرفت. در سال ۱۳۴۴، لوئیس دو لا سردا (کُنت کلرمون و دریاسالار فرانسه)، نجیب‌زاده کاستیلی-فرانسوی، که به عنوان سفیر فرانسه در دربار پاپ در آوینیون خدمت می‌نمود، پیشنهادی را به پاپ کلمنت ششم ارائه داده و به کلیسا چشم‌انداز دلپذیری از فتح جزایر و گسترش مسیحیت در میان بومیان جزایر قناری ارائه نمود. در نوامبر ۱۳۴۴، پاپ کلمنت ششم فرمانی عمومی را تحت عنوان Tuae devotionis sinceritas صادر نمود که بر اساس آن سیادت جاودانه جزایر قناری را به لوئیس د لا سردا تفویض نموده و لقب «شاهزاده خرم» را نیز به او اعطا نمود. پاپ این موضوع را بافرمان عمومی دیگری در ژانویه ۱۳۴۵ دنبال کرده برنامه پیشنهادی سردا را برای تسخیر جزایر و گسترش مسیحیت در آن را به عنوان جنگ صلیبی اعلام نموده و به شرکت کنندگان در آن آمرزش نامه اعطا نمود. نامه‌های پاپ به شهریاران ایبری فرستاده شد که از آنها خواسته شد ازسفر و اردوکشی سردا به این جزایر پشتیبانی نمایند. آفونسو چهارم پادشاه پرتغال، بلافاصله شکواییه ای را با ادعای اولویت در کشف جزایر به پاپ، تسلیم کرد، اما به مرجعیت وی در این امر پاپ رضایت داد.پادشاه کاستیل آلفونسو یازدهم نیز اعتراض نموده و مدعی شد که بر اساس تقسیمات اسقف نشین‌های ویزیگوتی باستان و معاهدات پیشین در بازپس‌گیری آندلس، جزایر در قلمرو و منطقه نفوذ حکومت وی قرار دارند اما با این وجود، عنوان اعطا شده به سِردا را به رسمیت شناخت.
علی رقم پذیرش لقب سِردا از طرف شهریاران ایبری به دلیل مخالفت ایشان، مساعدتی از طرف دولت‌های مذکور برای سازماندهی این سفرکاوشی و اردوکشی، نگردید. در نتیجه، تا زمان فوت مرگ لوئیس دو لا سردا در ۵ ژوئیه ۱۳۴۸، هیچ سفری به جزایر قناری به انجام نرسید. طبق شرایط اعلام شده در قرار داد سال ۱۳۴۴، در صورتی که سفری به مجمع الجزایر انجام نشود، فرمانروایی بر جزایر خُرم (مجمع الجزایر قناری) پس از پنج سال به پایان می‌رسید (اگرچه وارثان سردا، کُنت‌های مدیناسلی بعداً در این امر ادعاهایی داشتند).